# 메리첼 마테우 이 피

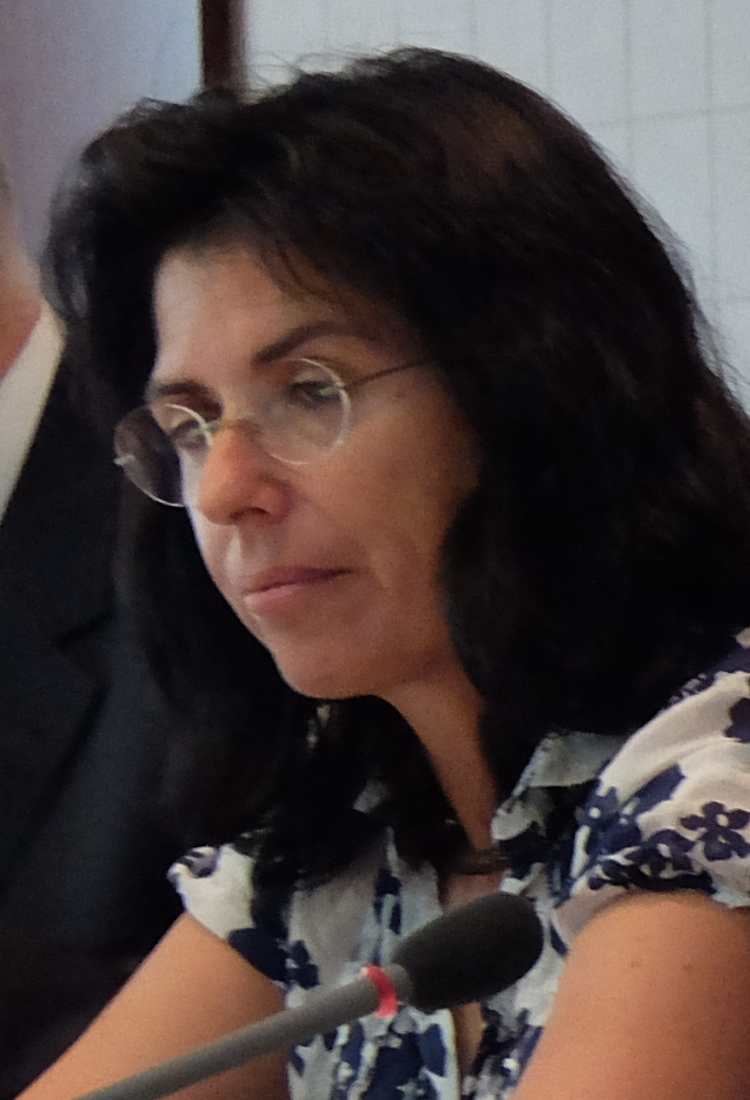
메리첼 마테우 이 피

메리첼 마테우 이 피(카탈루냐어: Meritxell Mateu i Pi, 1966년 1월 19일 ~ )는 안도라의 정치인이다. 소속 정당은 자유당이다.
1995년부터 1997년까지 프랑스, 유럽 평의회, 유네스코 주재 안도라 대사를 역임했으며 벨기에, 룩셈부르크 주재 안도라 대사(1997년), 네덜란드 주재 안도라 대사(1998년), 덴마크 주재 안도라 대사(1999년), 독일 주재 안도라 대사(1999년 ~ 2004년), 슬로베니아 주재 안도라 대사(2001년)을 역임했다. 2007년부터 2009년까지 안도라 외무부 장관을 역임했다.